# ادواردو کوستا (هنرپیشه)
ادواردو کوستا (ایتالیایی: Edoardo Costa؛ زادهٔ ۷ اوت ۱۹۶۷) مدل، بازیگر و کارآفرین اهل ایتالیا است.
از فیلم‌ها یا برنامه‌های تلویزیونی که وی در آن نقش داشته‌است می‌توان به جان‌سخت ۴، لاله سیاه، بدون توقف، فرمانده ارشد، زندگی، بی‌واچ و جسور و زیبا اشاره کرد.